# Cacique Upar

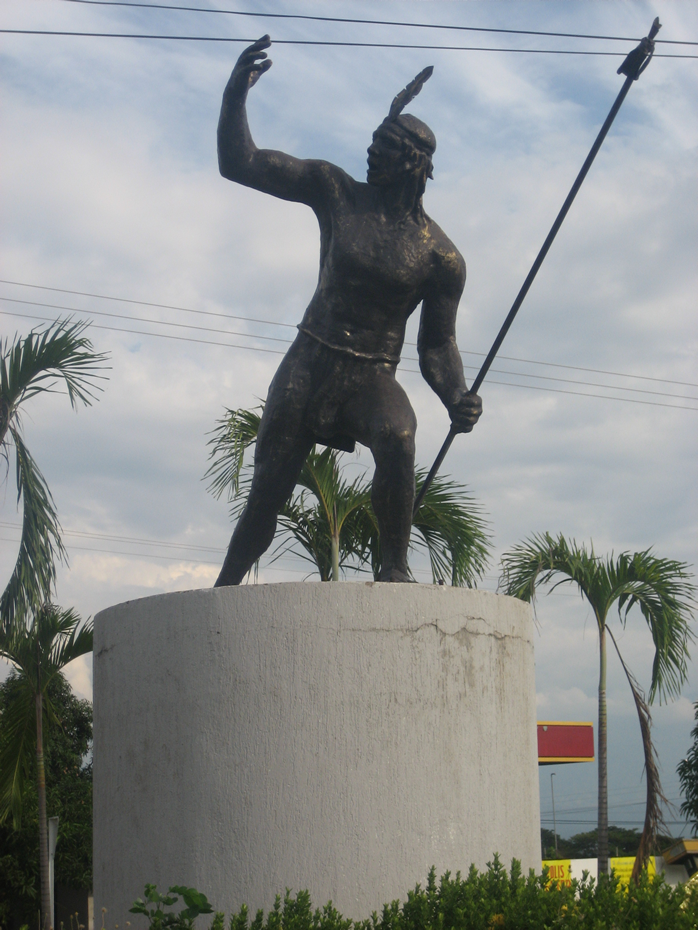
Estatua del Cacique Upar en Valledupar, Colombia.

El Cacique Upar fue el Jefe de jefes o Gran Cacique legendario de la tribu del país de los Chimilas, rama chibcha de la tribu, pobladora de vasto territorio de la costa norte colombiana; concretamente, el valle entre la Sierra Nevada de Santa Marta y la Cordillera de los Andes, irrigado por el río Cesar.

## Historia
En la época de la conquista, el territorio Chimila estaba dividido en dos grandes comarcas: Pocabuy y Upar, cada una de las cuales tenían sus propias ciudades y jefes o caciques, bajo el mando de un cacique supremo, de carácter sagrado, pues era el representante de Dios. La comarca de Upar habitaba junto a las riberas de los ríos, y sus habitantes eran alfareros, agricultores, apicultores y músicos; creían en la existencia de un solo dios de bondad y en la inmortalidad del alma.

## Rango de Cacique
En esta organizada tribu se podía adquirir el rango de Cacique a través de demostraciones de inteligencia, astucia y fuerza; pero era preciso un auténtico y probado proceso de consagración ante el dios Sol y la Madre Luna por el bien de sus súbditos, para que el Cacique mereciera el título de Upar que significaba fortaleza, valor y justicia. Aspirar a la categoría del supremo cacique Upar requería además demostraciones de auténtico amor y abnegación por su pueblo.

## Monumento al Cacique Upar
Un monumento en homenaje al Gran Cacique Upar se puede apreciar en la glorieta de la Terminal de Transportes en la zona comercial de Valledupar, escultura realizada por el maestro valduparense Jorge Maestre.

## Estatuilla del Cacique Upar en el Festival de la Leyenda Vallenata
A los ganadores en todas sus categorías del Festival de la Leyenda Vallenata, el festival de vallenato más importante de Colombia, se les entrega una estatuilla en oro réplica del Cacique Upar, con excepción de la categoría profesional cuando se realiza el concurso 'Rey de Reyes', cuyo trofeo es una corona.